# Rafael Márquez
Rafael Márquez Álvarez, född 13 februari 1979 i Zamora de Hidalgo, Michoacán, är en mexikansk före detta fotbollsspelare. Han har representerat Mexikos landslag i 147 matcher och var sedan 2002 lagkapten. Márquez är en av tre manliga spelare som spelat i fem världsmästerskap. Han innehar också spanskt pass.

## Spelarkarriär

### Klubblagskarriär
Márquez debuterade redan som sjuttonåring i Atlas de Guadalajara för vilka han spelade 77 matcher. 1997 debuterade han i Mexikos landslag och 1999 såldes han till Monaco för 6 miljoner euro. Márquez lyckades bra direkt i Monaco och var med och vann franska ligan i sin första säsong i klubben. 2003 flyttade han vidare till Barcelona som betalade 5 miljoner euro för honom.  
Under sin första säsong för Barcelona spelade han 21 matcher och hjälpte laget till en andraplats i La Liga. Den andra säsongen spelade han ofta som defensiv mittfältare på grund av att Motta, Edmilson och Gerard var skadade. Han spelade mycket bra och vann La Liga för första gången. Säsongen 05/06 vann han La Liga för andra gången, då han bildade mittförsvar med Carles Puyol. 17 maj 2006 blev han i Barcelona den förste mexikan någonsin att vinna UEFA Champions League. Inte ens den störste mexikanske fotbollsspelaren genom tiderna, Hugo Sanchez, lyckades göra det med sitt Real Madrid. Efter Världsmästerskapet i fotboll 2006 förlängde han sitt kontrakt med FC Barcelona med 4 år. I juli 2010 kom Márquez och Barcelona överens om att bryta kontraktet. Han flyttade kort därefter till USA och New York Red Bulls, där han återförenades med sin förre lagkamrat Thierry Henry.
Efter att ha återvänt till hemlandet och spelat med León stod det 2014 klart att Márquez skulle återvända till Europa och där spela för Hellas Verona.

### Landslagskarriär
Sedan Márquez gjorde sin internationella debut den 5 februari 1997 mot Ecuador har han varit det mexikanska landslagets viktigaste spelare. Som kapten i landslaget spelade han alla Mexikos fyra matcher i Världsmästerskapet i fotboll 2002. Mexikos förbundskapten Ricardo La Volpe tog ut Márquez till den mexikanska VM-truppen 2006. Han spelade då alla fyra matcher och gjorde dessutom ett mål mot Argentina.
Han var återigen kapten för Mexiko i VM 2010 där han nickade in ett mål i öppningsmatchen mot värdnationen Sydafrika.
Hans medverkan i en match mot Paraguay 2011 innebar att han blev den åttonde mexikan som spelat 100 landskamper.
Till VM 2014 bar han åter kaptensbindeln för sitt Mexiko och blev den förste spelare som agerat lagkapten i fyra VM-turneringar. Fyra år senare deltog han som 39-åring i VM i Ryssland 2018 och blev därmed den tredje fotbollsspelaren att spela i fem olika VM-turneringar. I detta mästerskap bar Márquez kaptensbindeln för femte mästerskapet i följd. Efter turneringen avslutade han sin spelarkarriär.

## Meriter

### Inom klubblag
AS Monaco
- Ligue 1: 1999/2000
- Trophée des champions: 2000
- Coupe de la Ligue: 2002/2003

 FC Barcelona
- La Liga: 2004/2005, 2005/2006, 2008/2009, 2009/2010
- Copa del Rey: 2008/2009
- Supercopa de España: 2005, 2006, 2009
- Uefa Champions League: 2005/2006, 2008/2009
- Uefa Super Cup: 2009
- Världsmästerskapet i fotboll för klubblag: 2009

 León
- Liga MX: 2013/2014

### Landslag
Mexiko
- Fifa Confederations Cup: 2011
- Concacaf Gold Cup: 2003, 2011